# Miłosz Stępiński
Miłosz Stępiński (ur. 1 sierpnia 1974 w Szczecinie) – polski trener piłkarski.

## Kariera
Miłosz Stępiński pracę trenerską rozpoczął w Pogoni Szczecin, będąc odpowiedzialnym głównie za bank informacji. Tę samą funkcję pełnił również w Widzewie Łódź. Następnie został asystentem selekcjonera Marcina Dorny w reprezentacji Polski U-21. 13 maja 2014 roku w występującym w ekstraklasie Zagłębiu Lubin, w którym był trenerem analitykiem w sztabie szkoleniowym Piotra Stokowca. Funkcję tę pełnił do 30 czerwca 2015 roku.
7 sierpnia 2015 roku został selekcjonerem reprezentacji Polski U-20, którą tymczasowo prowadził w 2014 roku podczas turnieju towarzyskiego w hiszpańskiej La Mandze. Funkcję tę pełnił do 6 lipca 2016 roku.
7 lipca 2016 roku zastąpił Wojciecha Basiuka na stanowisku selekcjonera kobiecej reprezentacji Polski, którą prowadził do 17 marca 2021 roku. Drużyna Biało-Czerwonych pod wodzą Stępińskiego dokonała znacznego rozwoju, jednak nie udało jej się wystąpić na mistrzostwach świata, mistrzostwach Europy lub turnieju olimpijskim. Jednakże na towarzyskim turnieju Algarve Cup 2019 w Portugalii, dzięki wygranym meczom w Grupie B: 1 marca 2019 roku na Lagos Municipal Stadium w Lagos z reprezentacją Hiszpanii 3:0 oraz 4 marca 2019 roku na Bela Vista Municipal Stadium w Parchal z reprezentacją Holandii 1:0, awansowała do finału, w którym 6 marca 2019 roku na Bela Vista Municipal Stadium w Parchal przegrała 3:0 z reprezentacją Norwegii. 17 marca 2021 roku po niezakwalifikowaniu się do mistrzostw Europy 2022 odszedł z funkcji, którą po nim przejęła Nina Patalon. Łącznie kobiecą reprezentację Polski prowadził w 44 meczach (25 zwycięstw, 7 remisów, 12 porażek).
23 marca 2021 roku ponownie został selekcjonerem reprezentacji Polski U-20.

## Sukcesy
Reprezentacja Polski kobiet
- Finał Algarve Cup: 2019